# Весели Плавањци
Весели Плавањци (Весели Плавњаци) били су српски музички састав, који је изводио крајишку народну музику. Састав је настао и дјеловао на подручју Книна.

## Историја групе
Музички састав Весели Плавањци настао је у Плавну код Книна, на простору Сјеверне Далмације, 1983. године. Име је добио по називу за становнике овог книнског села. Чланови састава Весели Плавањци били су солиста Рајко Лалић, пратећи вокали Војин Дубајић, Мишо Торбица, Лука Торбица, Симо Јовичић и Стево Петровић, и хармоникаш Никола Мартић. Идејни творац групе био је чувени кнински новинар Раде Матијаш, који је био и оснивач групе Српска тромеђа.
Свој музички албум Весели Плавањци издали су 1986. године. Вокални солиста био је Рајко Лалић, родом из села Плавна покрај Книна, потоњи солиста Српске тромеђе. Лалић је познат по специфичној боји гласа и сматра се једним од најбољих првих гласова крајишке изворне пјесме.
Готово сви чланови групе били су са простора села Плавна. Након овог албума, дио састава Весели Плавањци прелази у Српску тромеђу.

## Естрадна каријера

### Музички албуми
Свој музички албум Весели Плавањци (као Весели Плавњаци) издају 1986. године за Дискос из Александровца. Албум је био снимљен у студију Радио Задра, био је у формату ЛП плоче, а насловна пјесма била је Хучи ријека и проноси приче. Албум је имао осам пјесама, углавном патриотско-револуционарног садржаја. Аутор свих пјесама (текстописац и композитор) био је Светозар С. Милетић. Готово сви чланови групе били су из книнског села Плавна. Вокални солистa биo је Рајко Лалић. Пратећи вокали били су Војин Дубајић, Мишо Торбица Бијели, Лука Торбица, Симо Јовичић и Стево Петровић. Хармоникаш је био Никола Мартић Ћони, родом из книнског села Жагровића.
Учесници су четири Сијела Тромеђе, које се одржава у Стрмици код Книна. Побједници су 4. Сијела Тромеђе, које је одржано у августу 1986. године. Такође су учесници Фестивала трубача у Гучи. Свој први наступ у иностранству имали су у Швајцарској, скупа са Жељезничким културно-умјетнеичким друштвом Душко Дамјановић из Книна.

### Чланови
- Рајко Лалић – Вокални солиста.
- Војин Дубајић – Пратећи вокал.
- Мишо Торбица Бијели – Пратећи вокал.
- Лука Торбица – Пратећи вокал.
- Симо Јовичић – Пратећи вокал.
- Стево Петровић – Пратећи вокал.
- Никола Мартић „Ћони“ – Хармоникаш.

### Хитови
- Село Плавно дивних обичаја (1986)

### Фестивали
- 1983. Прво Сијело Тромеђе у Стрмици, код Книна.[2]
- 1984. Друго Сијело Тромеђе у Стрмици, код Книна.[2][11][12]
- 1985. Треће Сијело Тромеђе у Стрмици, код Книна.[2]
- 1986. Четврто Сијело Тромеђе у Стрмици, код Книна.[9][10]
- 1986. Фестивал трубача у Гучи, код Лучана.[2]

## Дискографија

### Албуми
- Хучи ријека и проноси приче, Дискос (1986)